# Yllenus gajdosi
Yllenus gajdosi är en spindelart som beskrevs av Logunov, Marusik 1999 [2000. Yllenus gajdosi ingår i släktet Yllenus och familjen hoppspindlar. Inga underarter finns listade i Catalogue of Life.